# Scooter Barry
Richard Francis Barry IV, detto Scooter (Danville, 13 agosto 1966), è un ex cestista statunitense, professionista in Europa e in Australia.
È figlio di Rick Barry e fratello di Jon, Brent, Drew e Canyon Barry, tutti a loro volta cestisti.

## Palmarès
- Campione NCAA (1988)
- Campionato belga: 1

Spirou Charleroi: 2003-04